# Naprusewo
Naprusewo – wieś w Polsce położona w województwie wielkopolskim, w powiecie słupeckim, w gminie Ostrowite.
W latach 1975–1998 miejscowość administracyjnie należała do województwa konińskiego.
Miejscowość położona jest nad jeziorem Naprusewskim (Kosewskim), jest miejscem wypoczynkowym, w ostatnich latach powstało tam wiele domków letniskowych i wypoczynkowych. 